# جون بوندز
جون بوندز (بالإنجليزية: John Bonds)‏ هو لاعب كرة قدم أمريكية أمريكي، ولد في 6 فبراير 1970.

## وصلات خارجية
- جون بوندز على موقع كلية كرة السلة في سبورتس رفرنس.كوم (الإنجليزية)
- جون بوندز على موقع JustSportsStats.com (الإنجليزية)